# Ступницкая, Екатерина Викторовна
Екатери́на Ви́кторовна Ступни́цкая (укр. Катерина Вікторівна Ступницька; 11 апреля 1996, Зализница — 8 марта 2022, Макаров) — украинская военнослужащая, сержант, участница российско-украинской войны. Герой Украины (19 марта 2022, посмертно).

## Биография
Родилась 11 апреля 1996 года в селе Зализница Ровненской области. Окончила Дубенский медицинский колледж. Первым местом работы был ФАП в селе Даничев Ровненской области.
Впоследствии девушка заключила контракт на прохождение военной службы. С 2014 года на передовой неоднократно спасала жизнь защитников и защитниц Украины.
С 2016 года сержант Екатерина Ступницкая проходила военную службу в должности санитарного инструктора медицинского пункта 3-го механизированного батальона в 14-й отдельной механизированной бригаде в городе Владимир Волынской области. Неоднократно, с непродолжительными отпусками, находилась на передовой в зоне ООС. В сентябре 2021 года продлила контракт ещё на год.
10 марта 2022 года продолжались тяжелые бои за освобождение села Макаров Киевской области, захватив которое россияне намеревались окружить Киев с запада. Погибла при ракетно-бомбовом обстреле.
Прощание состоялось 11 марта 2022 года в городе Корец Ровенской области. 12 марта 2022 года она была похоронена в родном селе.

## Награды
- Звание «Герой Украины» с удостоением ордена «Золотая Звезда» (19 марта 2022, посмертно) — за личное мужество и героизм, проявленные в защите государственного суверенитета и территориальной целостности Украины, верность военной присяге.

## Память
В октябре 2022 года в честь Екатерины Ступницкой переименованы бывшие улицу и переулок Пушкина в городе Корец Ровненской области.
Также 8 декабря 2022 года улица Ульяны Громовой в Соломенском районе Киева была переименована в честь Екатерины Ступницкой.
В Ровно в честь Екатерины Ступницкой названа улица в новом микрорайоне Гармония.